# Nicola II di Werle
Nicola II di Werle (XIII secolo – Güstrow, 18 febbraio 1316) è stato un principe di Meclemburgo e signore di Werle.

## Biografia

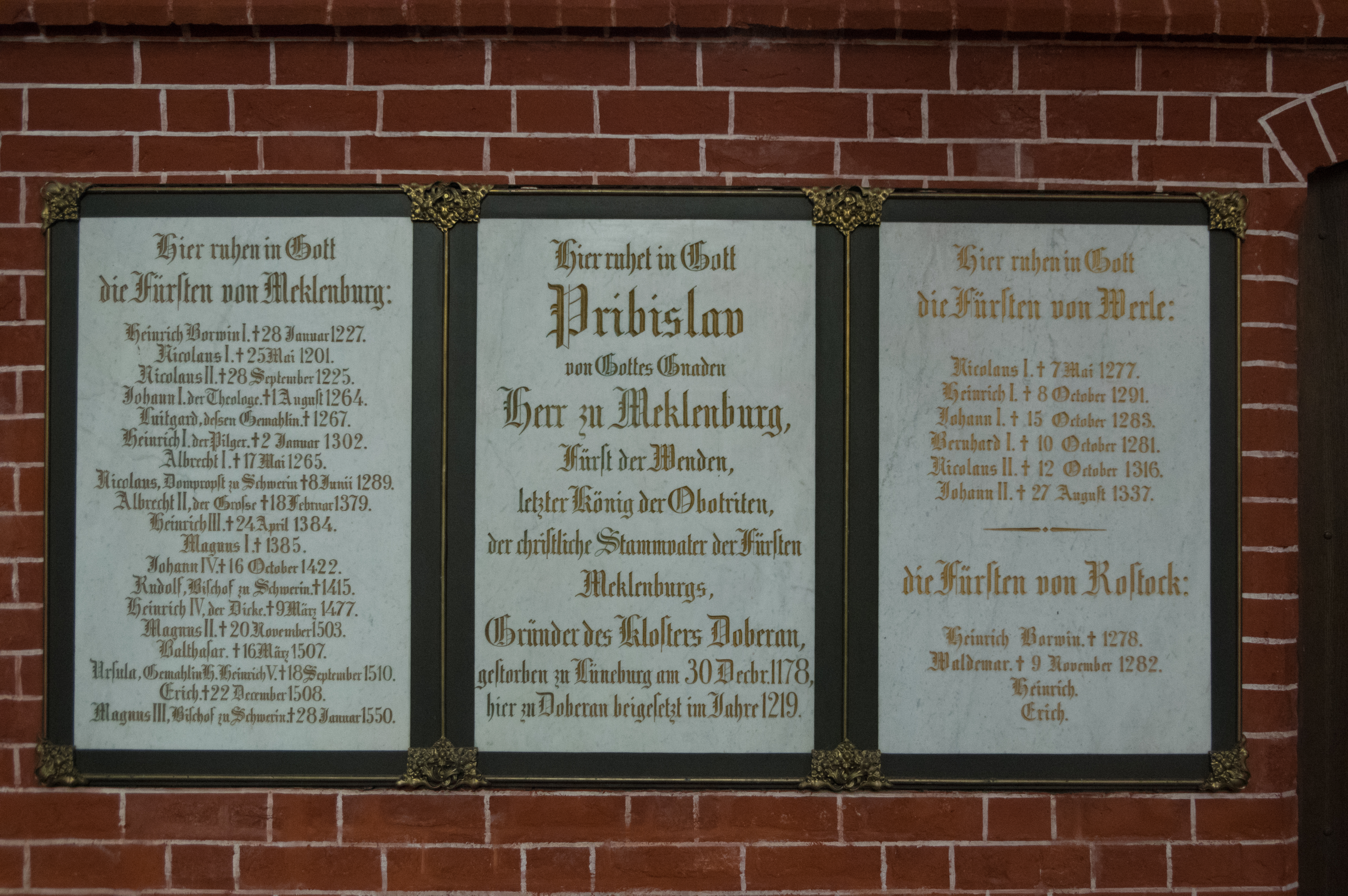
Memoriale della casata di Werle nel duomo di Doberan

Nicola II di Werle era il figlio maggiore di Giovanni I di Werle.
Alla morte del padre, nel 1283, egli ereditò il ramo Werle-Parchim della signoria di Werle. Dopo la morte dello zio Enrico I ad opera dei figli, egli li combatté e li sconfisse, spodestandoli nel 1294. Questo riunificò i rami Werle-Güstrow e Werle-Parchim della signoria sotto di se.
Nel 1311 Nicola fece un viaggio a Montpellier per curarsi dalla lebbra, ma la malattia non guarì e pertanto lui si ritirò a Pustow (presso Güstrow) dove morì il 18 febbraio 1316. Il suo corpo venne sepolto nel Duomo di Doberan
Nicola si sposò per la prima volta nel 1292, con Rixa, figlia del re Eric V di Danimarca.
Da questo matrimonio ci furono due figli:
- Giovanni III, signore di Werle-Goldberg;
- Sophia (morta il 6 dicembre 1339), sposata con Gerardo III il Grande conte di Holstein.

La sua seconda moglie era Matilda, la figlia del duca Ottone II di Brunswick-Lüneburg. Questo matrimonio è rimasto senza figli.

## Ascendenza
|                                      |                                       |                                          | Genitori                                      |  |  | Nonni |  |  | Bisnonni                                     |  |  | Trisnonni                                    |  |
|                                      |                                       |                                          |                                               |  |  |       |  |  | 8. Enrico Borwin II, principe di Meclemburgo |  |  | 16. Enrico Borwin I, principe di Meclemburgo |  |
|                                      |                                       |                                          |                                               |  |  |       |  |  | 8. Enrico Borwin II, principe di Meclemburgo |  |  | 16. Enrico Borwin I, principe di Meclemburgo |  |
|                                      |                                       | …                                        |                                               |  |  |       |  |  | 8. Enrico Borwin II, principe di Meclemburgo |  |  |                                              |  |
| 4. Nicola I, signore di Werle        |                                       |                                          |                                               |  |  |       |  |  | 8. Enrico Borwin II, principe di Meclemburgo |  |  |                                              |  |
|                                      |                                       | 9. Cristina di Svezia                    | 18. Sverker II, re di Svezia                  |  |  |       |  |  |                                              |  |  |                                              |  |
|                                      |                                       | 9. Cristina di Svezia                    | 18. Sverker II, re di Svezia                  |  |  |       |  |  |                                              |  |  |                                              |  |
|                                      |                                       | 9. Cristina di Svezia                    | 19. Benedikta Ebbesdotter Hvide               |  |  |       |  |  |                                              |  |  |                                              |  |
| 2. Giovanni I, signore di Werle      |                                       | 9. Cristina di Svezia                    |                                               |  |  |       |  |  |                                              |  |  |                                              |  |
|                                      |                                       | 10. Enrico I, principe di Anhalt         | 20. Bernardo III, duca di Sassonia            |  |  |       |  |  |                                              |  |  |                                              |  |
|                                      |                                       | 10. Enrico I, principe di Anhalt         | 20. Bernardo III, duca di Sassonia            |  |  |       |  |  |                                              |  |  |                                              |  |
|                                      |                                       | 10. Enrico I, principe di Anhalt         | 21. Brigitta di Danimarca                     |  |  |       |  |  |                                              |  |  |                                              |  |
| 5. Jutta di Anhalt                   |                                       | 10. Enrico I, principe di Anhalt         |                                               |  |  |       |  |  |                                              |  |  |                                              |  |
|                                      |                                       | 11. Ermengarda di Turingia               | 22. Ermanno I, langravio di Turingia          |  |  |       |  |  |                                              |  |  |                                              |  |
|                                      |                                       | 11. Ermengarda di Turingia               | 22. Ermanno I, langravio di Turingia          |  |  |       |  |  |                                              |  |  |                                              |  |
|                                      |                                       | 11. Ermengarda di Turingia               | 23. Sofia di Baviera                          |  |  |       |  |  |                                              |  |  |                                              |  |
| 1. Nicola II, signore di Werle       |                                       | 11. Ermengarda di Turingia               |                                               |  |  |       |  |  |                                              |  |  |                                              |  |
|                                      | 12. Gebardo I, conte di Lindow-Ruppin | 24. Gualtiero II, conte di Lindow-Ruppin |                                               |  |  |       |  |  |                                              |  |  |                                              |  |
|                                      | 12. Gebardo I, conte di Lindow-Ruppin | 24. Gualtiero II, conte di Lindow-Ruppin |                                               |  |  |       |  |  |                                              |  |  |                                              |  |
|                                      | 12. Gebardo I, conte di Lindow-Ruppin | 25. Gertrude di Ballenstedt              |                                               |  |  |       |  |  |                                              |  |  |                                              |  |
| 6. Guntero I, conte di Lindow-Ruppin | 12. Gebardo I, conte di Lindow-Ruppin |                                          |                                               |  |  |       |  |  |                                              |  |  |                                              |  |
|                                      |                                       | 13. Edvige di Hirscher-Siebenburgen      | 26. Giorgio I, conte di Hirscher-Siebenburgen |  |  |       |  |  |                                              |  |  |                                              |  |
|                                      |                                       | 13. Edvige di Hirscher-Siebenburgen      | 26. Giorgio I, conte di Hirscher-Siebenburgen |  |  |       |  |  |                                              |  |  |                                              |  |
|                                      |                                       | 13. Edvige di Hirscher-Siebenburgen      | …                                             |  |  |       |  |  |                                              |  |  |                                              |  |
| 3. Sofia di Lindow-Ruppin            |                                       | 13. Edvige di Hirscher-Siebenburgen      |                                               |  |  |       |  |  |                                              |  |  |                                              |  |
|                                      |                                       | 14. Vislavo I, principe di Rügen         | 28. Jaromar I, principe di Rügen              |  |  |       |  |  |                                              |  |  |                                              |  |
|                                      |                                       | 14. Vislavo I, principe di Rügen         | 28. Jaromar I, principe di Rügen              |  |  |       |  |  |                                              |  |  |                                              |  |
|                                      |                                       | 14. Vislavo I, principe di Rügen         | 29. Ildegarda di Danimarca                    |  |  |       |  |  |                                              |  |  |                                              |  |
| 7. Eufemia di Rügen                  |                                       | 14. Vislavo I, principe di Rügen         |                                               |  |  |       |  |  |                                              |  |  |                                              |  |
|                                      |                                       | 15. Margherita di Svezia                 | 30. Sverker II, re di Svezia (= 18)           |  |  |       |  |  |                                              |  |  |                                              |  |
|                                      |                                       | 15. Margherita di Svezia                 | 30. Sverker II, re di Svezia (= 18)           |  |  |       |  |  |                                              |  |  |                                              |  |
|                                      |                                       | 15. Margherita di Svezia                 | 31. Benedikta Ebbesdotter Hvide (= 19)        |  |  |       |  |  |                                              |  |  |                                              |  |
|                                      |                                       | 15. Margherita di Svezia                 |                                               |  |  |       |  |  |                                              |  |  |                                              |  |